# Associació Catalana de Ciències de Laboratori Clínic
L'Associació Catalana de Ciències de Laboratori Clínic (ACCLC) és una associació científica i professional fundada l'any 1995 per agrupar els professionals de les diferents disciplines del laboratori clínic de les terres de llengua catalana amb la finalitat d'establir un espai d'interrelació, debat i reflexió sobre un seguit d'interessos comuns que abasten la formació professional, la promoció i la difusió de les ciències de laboratori clínic.